# Ferreria del Carme
La Ferreria del Carme era una fàbrica metal·lúrgica, actualment desapareguda, situada al barri de Can Tunis de Barcelona.

## Història i descripció
El 1896, Gaspar Quintana i González va demanar permís per a construir una tanca i un pou en un solar de la seva propietat entre la via del tren i carretera de Can Tunis, i novament el 1899 per a tancar un camí situat a l'altra banda de les vies i davant un altre solar entre aquestes i la platja.
El 1900, es va constituir la societat anònima Alts Forns i Ferreria de la Mare de Déu del Carme amb un capital de 2 milions de pessetes, els socis de la qual eren Fills de Miquel Mateu, comercialitzadora de peces de ferro i acer, amb seu al carrer del Peu de la Creu, i Vídua i Fills de Gaspar Quintana, que fabricava estufes i cuines. El gerent era Damià Mateu i Bisa, que uns anys més tard seria al capdavant de la Hispano Suiza d'automòbils.
La construcció de la fàbrica i la compra dels alts forns i trens de laminatge obligaren a l'emissió d'obligacions per 1'5 de pessetes, hipotecant els terrenys i la fàbrica. El seu banquer era Josep Marsans i Rof, que uns anys més tard fundaria la Banca Marsans. El 1902, hi havia instal·lats dos forns Martin-Siemens de fusió, dos forns de rescalfament i dos trens de laminatge, com també un taller de caldereria.
L'empresa tingué una vida molt curta, ja que el gener del 1904 presentà la suspensió de pagaments. El 1907, se'n va fer càrrec l'industrial Joan Torres i Vilanova, que tenia una fàbrica de llits metàl·lics al carrer de Còrsega i també havia adquirit la Ferreria de Sant Josep a l'Hospitalet de Llobregat, on traslladà els forns. El 1912, els trens de laminatge van ser traslladats al taller del carrer de Còrsega.
Tanmateix, el 1913 la producció s'hagué d'aturar per una fallida tècnica, i el 1916 Torres vengué les instal·lacions a la recentment constituïda societat anònima Alts Forns de Catalunya, participada pel grup financer francès Périer et Cie, soci majoritari de la Banca Arnús. El seu primer consell d'administració estava presidit per Henri Bauer (que també presidia la Banca Arnús), acompanyat per Jules Pauchet, Henri Dussaix i Enric Moya, com a secretari. L'empresa aprofità la bonança econòmica durant la Primera Guerra Mundial, on Espanya era neutral, però el 1921, quan arribà la crisi, tancaren el que quedava de l'antiga fàbrica de Can Tunis i, durant un parell d'anys, es dedicaren a importar ferros de Bèlgica i a vendre'ls.